# 城子崖遗址
城子崖遗址是中国新石器时代的龙山文化的代表性遗址和命名遗址，位于山东省济南市所属的章丘区龙山街道武原河畔一片被称为“城子崖”的长方形高地上。
民国十七年（1928年），中国考古学者吴金鼎在城子崖发现了新石器时代晚期的文化遗址，并在其后的两年中进行了首次发掘，根据本地的名称将这一遗址代表的古文化命名为“龙山文化”。1961年，遗址被国务院公布为第一批全国重点文物保护单位。1990年，山东省文物考古研究所对遗址进行了第二次发掘，发现城子崖遗址具有三个不同时期的文化层。
龍山文化時期已經開始有初期的城市雛型，城子崖遗址周围便发现版筑夯土城址，南北长约450米，东西宽约390米，墙基宽约10米。